# كلاتة بهلوانلو (بدرانلو)
كلاتة بهلوانلو (بالفارسية: کلاته پهلوانلو) هي قرية تقع في إيران في قسم بدرانلو الريفي. يقدر عدد سكانها بـ 1,340 نسمة .